# SMK (carro armato)
Il SMK (dalle iniziali di Sergej Mironovič Kirov, politico stalinista morto assassinato) era un carro armato pesante sovietico sviluppato prima della seconda guerra mondiale e rimasto allo stato di prototipo. I servizi di informazione della Germania nazista lo individuarono erroneamente come T-35C. Venne costruito un solo esemplare e, dopo le deludenti prestazioni rispetto ad altri progetti e dopo un breve utilizzo contro la Finlandia, il progetto venne definitivamente accantonato.

## Storia

### Progettazione e sviluppo
Il SMK venne concepito per rimpiazzare l'inaffidabile e costoso carro pesante multitorretta T-35. Il carro venne progettato da un gruppo di progettisti sotto la guida di Žozef Jakovlevič Kotin nelle Officine Kirov di Leningrado ed era in competizione con il progetto di N. Barykov delle Officine Bol'ševik.
Nonostante le lezioni della guerra civile spagnola, le specifiche per un mezzo per il contrasto dei cannoni anticarro del 1937 richiedevano la capacità di resistere a proietti anticarro da 45 mm a bruciapelo e proietti d'artiglieria da 75 mm a 1.200 m.
Dopo alcuni incontri nel 1938 il numero delle torrette richieste nella specifica venne ridotto e si passò dalla sospensione a barre di torsione a quella a balestre. Kotin ed i suoi assistenti progettarono indipendentemente una versione a torretta singola del SMK che ricevette l'approvazione di Stalin e la denominazione KV, venendo ordinato in due prototipi.
L'armamento del SMK venne stabilito in un cannone da 76,2 mm corto in una torretta centrale soprelevata ed in un cannone da 45 mm in una torretta avanzata.

### Servizio operativo
Il SMK, i due prototipi di KV-1 ed i due di T-100 vennero sottoposti ad una serie di prove prima di essere testati in combattimento nella battaglia di Summa durante la guerra d'inverno contro la Finlandia. I veicoli formarono una compagnia del 91º Battaglione carri della 20ª Brigata carri pesanti, posta al comando del figlio del Commissario della Difesa. Dopo essere stato immobilizzato da una mina, il SMK venne abbandonato e recuperato solo due mesi dopo.
Il progetto KV si dimostrò superiore sia nelle prove che in combattimento e venne scelto come progetto vincitore.

## Tecnica

### Corazzatura
| Componente         | Frontale                                                                                           | Laterale       | Posteriore                                                     | Superiore/inferiore            |
| ------------------ | -------------------------------------------------------------------------------------------------- | -------------- | -------------------------------------------------------------- | ------------------------------ |
| Scafo              | 60 mm a 45° (piastrone inferiore) 40 mm a 15° (piastrone superiore) 60 mm a 55° (casamatta pilota) | 60 mm a 75-90° | 60 mm round (parte inferiore) 60 mm a 60° 20 mm a 15° (motore) | 20–30 mm (fondo) 20 mm (tetto) |
| Torretta superiore | 60 mm a 75°                                                                                        | 60 mm a 75°    | 60 mm a 80°                                                    | 20 mm a 0-15°                  |
| Torretta anteriore | 60 mm a 75°                                                                                        | 60 mm a 75°    | 60 mm a 80°                                                    | 20 mm a 15°                    |